# Recea, Argeș
Recea là một xã thuộc hạt Argeș, România. Dân số thời điểm năm 2002 là 3271 người.